# Bacwezi
Les Bacwezi (ou Bachwezi, parfois simplement Cwezi ou Chwezi, ba- étant un préfixe de pluriel bantou) sont une dynastie légendaire qui apparaît dans les traditions bantoues des pays de l'Afrique des Grands Lacs. La question des rapports entre le mythe et l'histoire dans ces traditions a beaucoup évolué au fil des recherches.

## Les Bacwezi dans les traditions légendaires
Les Bacwezi apparaissent dans plusieurs traditions bantoues recueillies par des explorateurs européens à partir du début du XXe siècle au Bunyoro, au Nkore et au sud de la Kagera (le nord-ouest de l'actuelle Tanzanie). Il en existe plusieurs versions.

### Origines des Bacwezi: règne d'Isaza
La lignée des Bacwezi est rattachée à une autre dynastie légendaire qui la précède, celle des Batembuzi. Le dernier roi des Batembuzi, Isaza, est attiré par les manœuvres de Nyamiyonga, le roi du monde souterrain, qui l'invite à descendre s'installer dans son royaume en lui offrant plusieurs présents : d'abord sa « fraternité de sang », puis sa fille Nyamata, et finalement des vaches. En l'absence d'Isaza, c'est son portier, Bukuku, qui règne sur son royaume. Isaza et Nyamata, installés dans le monde souterrain, ont ensemble un fils, Isimbwa. Pendant ce temps, Bukuku a une fille, Nyinamwiru. Ayant appris par une prophétie que sa fille mettra au monde un fils qui le tuera, Bukuku enferme Nyinamwiru afin de la garder vierge. Selon certaines variantes, Nyinamwiru n'a qu'un sein et qu'un œil ; selon d'autres, c'est Bukuku qui ne lui laisse qu'un sein et un œil au moment où il l'enferme. Un jour, Isimbwa, parti chasser à la surface, passe dans le royaume de Bukuku, et, malgré toutes les précautions prises par celui-ci, trouve Nyinamwiru et la met enceinte. Nyinamwiru met au monde un fils, Ndahura, qui est élevé en secret par le potier Rubumbi. Par la suite, Ndahura tue Bukuku au cours d'une rixe près d'un abreuvoir, réalisant ainsi la prophétie.

### Règne de Ndahura
Ndahura, monté sur le trône du royaume de son grand-père Isaza, est le premier roi de la dynastie des Bacwezi proprement dite ; il installe sa capitale à Mubende, dans l'actuel Ouganda. Il fait de nombreuses conquêtes militaires et place les membres de sa famille à la tête des régions conquises. Un jour, cependant, il disparaît d'une façon mystérieuse, que plusieurs variantes expliquent différemment : selon l'une, il est retenu prisonnier dans la région d'Ihangiro (sur la rive ouest du lac Victoria) ; selon une autre, Ndahura est englouti dans le monde souterrain à travers une termitière. Ndahura est sauvé par son demi-frère Kyomya, mais doit abdiquer à cause de la souillure provoquée par ce revers de fortune, et part en exil en compagnie de Nyinamwiru en direction du Busongora, au nord du lac Édouard.

### Règne de Wamara et disparition des Bacwezi
Après le départ de Ndahura, son fils Wamara monte sur le trône. Les Bacwezi sont frappés par de nombreux malheurs sous son règne. Les relations au sein de la lignée bacwezi, puis entre les Bacwezi et leur peuple, se dégradent, tandis que des maladies et des insectes nuisibles auparavant inconnus se répandent dans le royaume. Un Mucwezi, Mugasha, enlève une des filles de Wamara et déchaîne un déluge sur le royaume en guise de démonstration de force. Un allié de Wamara, Kantu, finit par mourir de faim.
Le dernier épisode de la geste des Bacwezi mène à leur disparition. Un Bacwezi, Mugenyi, est passionnément attaché à l'une de ses vaches, nommée Bihogo, et a juré de se suicider si elle vient à mourir. Lorsque Bihogo meurt, les Bacwezi dissuadent Mugenyi de se suicider et font examiner les entrailles de la vache par soit un, soit deux devins. L'examen des entrailles donne lieu à une nouvelle prophétie : la lignée des Bacwezi touche à sa fin et un étranger à la peau sombre va venir fonder une nouvelle dynastie. Les Bacwezi se regroupent alors et quittent leur royaume définitivement. Selon les versions, ils disparaissent dans les cratères des volcans éteints ou bien partent dans des directions variables : le lac Victoria, le sud de la Katonga, ou encore vers l'ouest. Les Bacwezi sont alors remplacés par la dynastie des Babito (ou Babiito), dont les fondateurs sont présentés comme descendant des Bacwezi en tant que fils de Kyomya et d'une femme venue du Bukidi. L'existence historique des Babito est clairement attestée.
Dans les traditions du Bunyoro et du Ankole, le roi Wamara s'unit à une servante, Njunaki, dont il a un fils illégitime, Ruhinda, qui devient à son tour un conquérant et est présent dans les récits d'origine de plusieurs royaumes de la région. Les Haya et les Zinza font de Ruhinda le fils de la divinité suprême, appelée Igaba ou Bugaba.

## Rôle religieux des Bacwezi
Les Bacwezi occupent une grande place dans les croyances religieuses des peuples de la région des grands lacs. Ils interviennent dans le culte du kubandwa, où des médiums se font leurs intermédiaires auprès des particuliers au cours de rites de possession. Mais ils peuvent aussi posséder d'autres personnes. Les esprits bacwezi, extrêmement nombreux (plusieurs centaines), sont invoqués dans divers domaines comme puissances apotropaïques et bienfaisantes : on invoque ainsi Ndahura pour se protéger des épidémies, Kagoro pour ce qui concerne le bétail, tandis que Mugasha est invoqué pour la pêche, la pluie et le bananier, etc.

## L'empire des Bacwezi: mythe et histoire
Les premiers explorateurs européens à avoir recueilli les traditions légendaires au sujet des Bacwezi, au début du XXe siècle, ne constituent pas des sources entièrement fiables en raison de leurs préjugés missionnaires et coloniaux à propos des traditions qu'ils recueillaient. Ils confondent d'abord les Bacwezi avec les Babitos. Puis ils tentent de rationaliser les légendes en considérant les Bacwezi comme des souverains à l'existence historique réelle, et en assimilant l'empire légendaire des Bacwezi à un empire du Kitara qui se serait étendu sur le territoire de l'actuel Bunyoro, mais aussi du Buganda, du Ankole, voire du Busoga et des pays des peuples haya et zinza. Des notables lettrés nyoro comme John Nyakatura, ainsi que plusieurs anthropologues européens, comme Luc De Heusch ou Pierre Smith, argumentent en faveur de l'existence historique réelle des Bacwezi, en s'appuyant sur les découvertes archéologiques qui peuvent être rapprochées de ces récits. D'autres, comme Christopher Wrigley, Jean-Pierre Chrétien ou Gérard Prunier, pensent qu'ils relèvent du mythe.